# Zuzana Čaputová
Zuzana Čaputová (Bratislava, 21 juni 1973) is een Slowaaks politica en advocate. Vanaf 2019 tot 2024 was zij de 5de president van Slowakije. Čaputová is stichtend lid en voormalig vicevoorzitter van de in 2017 opgerichte politieke partij Progresívne Slovensko.

## Biografie
Zuzana Čaputová is geboren in een arbeidersfamilie in Bratislava. Ze is opgegroeid in een dorp daar in de buurt, Pezinok. In de eerste twee decennia van haar leven heette het land nog Tsjecho-Slowakije.
Čaputová heeft gestudeerd aan de Comenius Universiteit faculteit voor rechten in Bratislava. Ze studeerde af in 1996.
Na het afronden van haar opleiding werkte ze bij de lokale overheid van Pezinok, eerst als assistent op de juridische afdeling en later als plaatsvervanger van de burgemeester.
Čaputová had haar eigen advocatenkantoor en is auteur en co-auteur van verschillende publicaties. Ze is fellow van de Environmental Law Alliance Worldwide (ELAW), een netwerk van milieuadvocaten en juristen. 
In 2016 was zij een van de laureaten van de Goldman Environmental Prize voor haar strijd tegen een vuilstortplaats in de gemeente Pezinok. In 2013 oordeelde het Hooggerechtshof in Slowakije dat de vuilstortplaats illegaal was en milieunormen overschreed, na een strijd die al startte in 2001.

### Presidentschap
In maart 2018 stelde Čaputová zich kandidaat voor de Slowaakse presidentsverkiezingen van 2019, waarvan zij op 16 maart 2019 de eerste ronde won. Čaputová gaf aan dat ze zich na de moord op onderzoeksjournalist Ján Kuciak genoodzaakt voelde om zich kandidaat te stellen voor het presidentschap. Op 30 maart 2019 werd ze verkozen tot de eerste vrouwelijke president van het land. Ook werd ze toen de jongste president in de geschiedenis van Slowakije.
Milieuactivist Čaputová wordt wel vergeleken met de Amerikaanse Erin Brockovich. Een van haar grootste aandachtspunten is de klimaatverandering. Ze beëindigde subsidies voor steenkool en andere fossiele brandstoffen en beloofde om tegen 2023 mijnbouw en elektriciteitscentrales geleidelijk af te schaffen.
Ze vindt dat illegale ontbossing voorkomen moet worden en wil daarom 5% van het meest ecologisch waardevolle bosgebied strikt beschermen.
Een van haar uitspraken is dat "gerechtigheid in Slowakije niet altijd voor iedereen gelijk is". Ze is voornemens veranderingen aan te brengen in het politie- en gerechtelijk apparaat van Slowakije. Haar streven is dat de politie een onafhankelijke instelling zonder politieke invloed wordt. Verder zegt ze dat het parket omgevormd moet worden tot een publiek beheerde instelling.
Čaputová verklaart dat ze geregistreerde partnerschappen voor paren van hetzelfde geslacht ondersteunt en het grote publiek wil voorlichten over deze relaties. Ze is voorstander van de mogelijkheid van adoptie door homoparen.
Čaputová steunt het handhaven van de status-quo met betrekking tot abortus, en wil vrouwen daarin een eigen keuze en verantwoordelijkheid laten.
Čaputová heeft zich ook bestuurlijk beziggehouden met de positie van mishandelde en uitgebuite kinderen.
Haar inspanningen voor meer democratie werden in 2019 bekroond met de European Prize for Political Culture.
Op 1 juni 2024 volgde Peter Pellegrini, van de regeringspartij HLAS, haar op.